# Ceratobaeus leteres
Ceratobaeus leteres är en stekelart som beskrevs av Mikhail Vasilievich Kozlov och Lê 2000. Ceratobaeus leteres ingår i släktet Ceratobaeus och familjen Scelionidae. Inga underarter finns listade i Catalogue of Life.